# ملفين إتش. إيفانز
ملفين إتش. إيفانز هو دبلوماسي وسياسي أمريكي، ولد في 7 أغسطس 1917 في كريستيانستيد في الولايات المتحدة، وتوفي بنفس المكان في 27 نوفمبر 1984. نشط حزبياً في الحزب الجمهوري. وقد انتخب عضو مجلس النواب الأمريكي (3 يناير 1979 – 3 يناير 1981) وانتخب حاكم جزر العذراء الأمريكية ‏ (1 يوليو 1969 – 6 يناير 1975) وانتخب Delegate of the Virgin Islands to the United States House of Representatives ‏ (1979 – 1981).